# Hector Guimard
Hector Guimard (Lyon, 1867 - Nova Iorque, 1942), foi um arquiteto e designer francês e uma figura proeminente do estilo Art Nouveau. Ele alcançou fama precoce com seu projeto para o Castel Beranger, o primeiro prédio de apartamentos Art Nouveau em Paris, que foi selecionado em um concurso de 1899 como uma das melhores fachadas de prédios novos da cidade. Ele é mais conhecido pelas edículas ou dosséis de vidro e ferro, com curvas Art Nouveau ornamentais, que ele projetou para cobrir as entradas das primeiras estações do metrô de Paris.
Entre 1890 e 1930, Guimard projetou e construiu cerca de cinquenta edifícios, além de cento e quarenta e uma entradas do metrô de Paris, além de inúmeras peças de mobiliário e outros trabalhos decorativos. No entanto, na década de 1910, o Art Nouveau saiu de moda e, na década de 1960, a maioria de suas obras havia sido demolida, e apenas duas de suas edículas originais do Metro ainda estavam em vigor. A reputação crítica de Guimard reviveu na década de 1960, em parte devido às aquisições subsequentes de seu trabalho pelo Museu de Arte Moderna, e os historiadores da arte notaram a originalidade e a importância de suas obras arquitetônicas e decorativas.

## Cronologia de edifícios notáveis

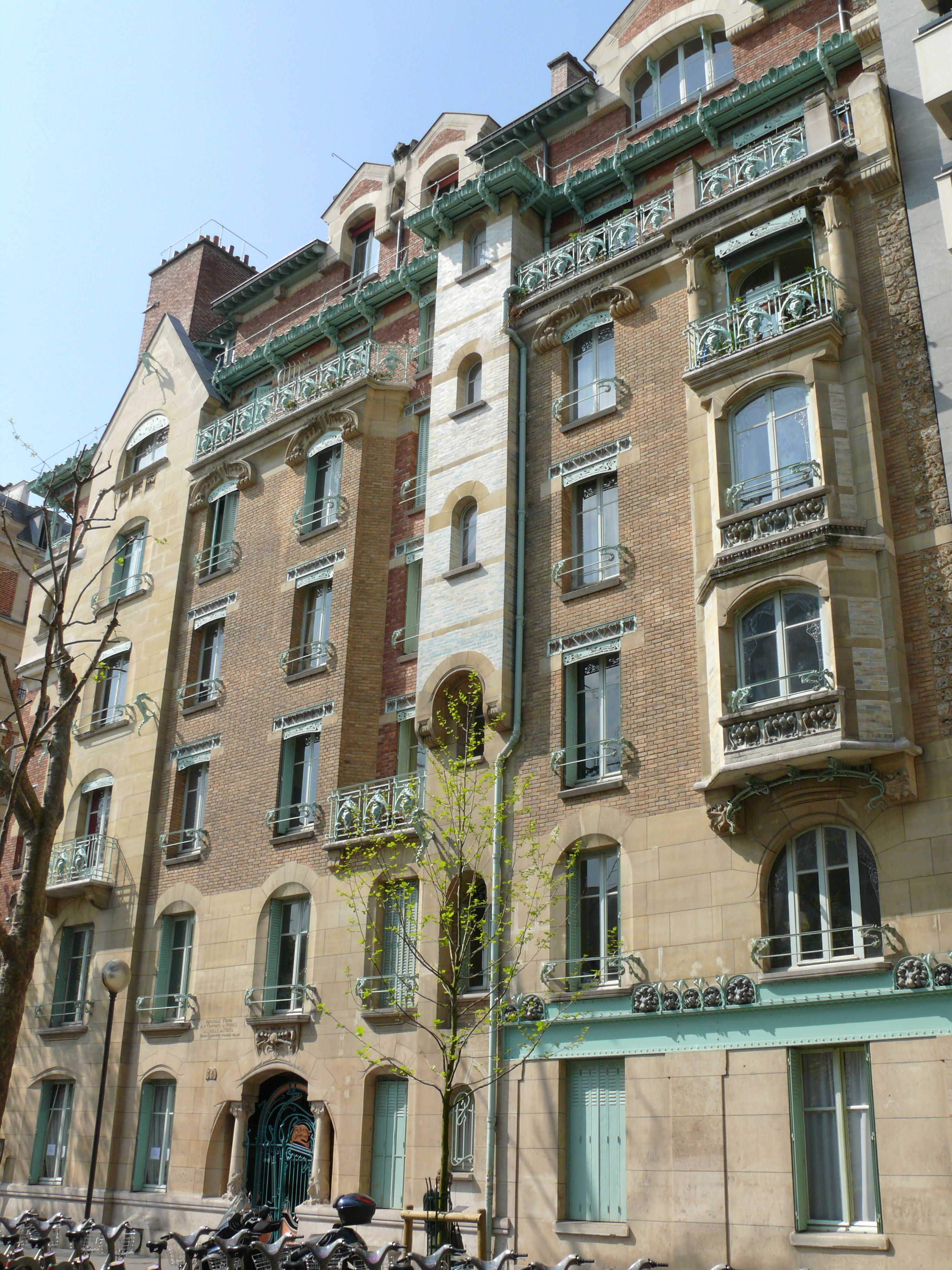
Castel Beranger (concluído em 1898)

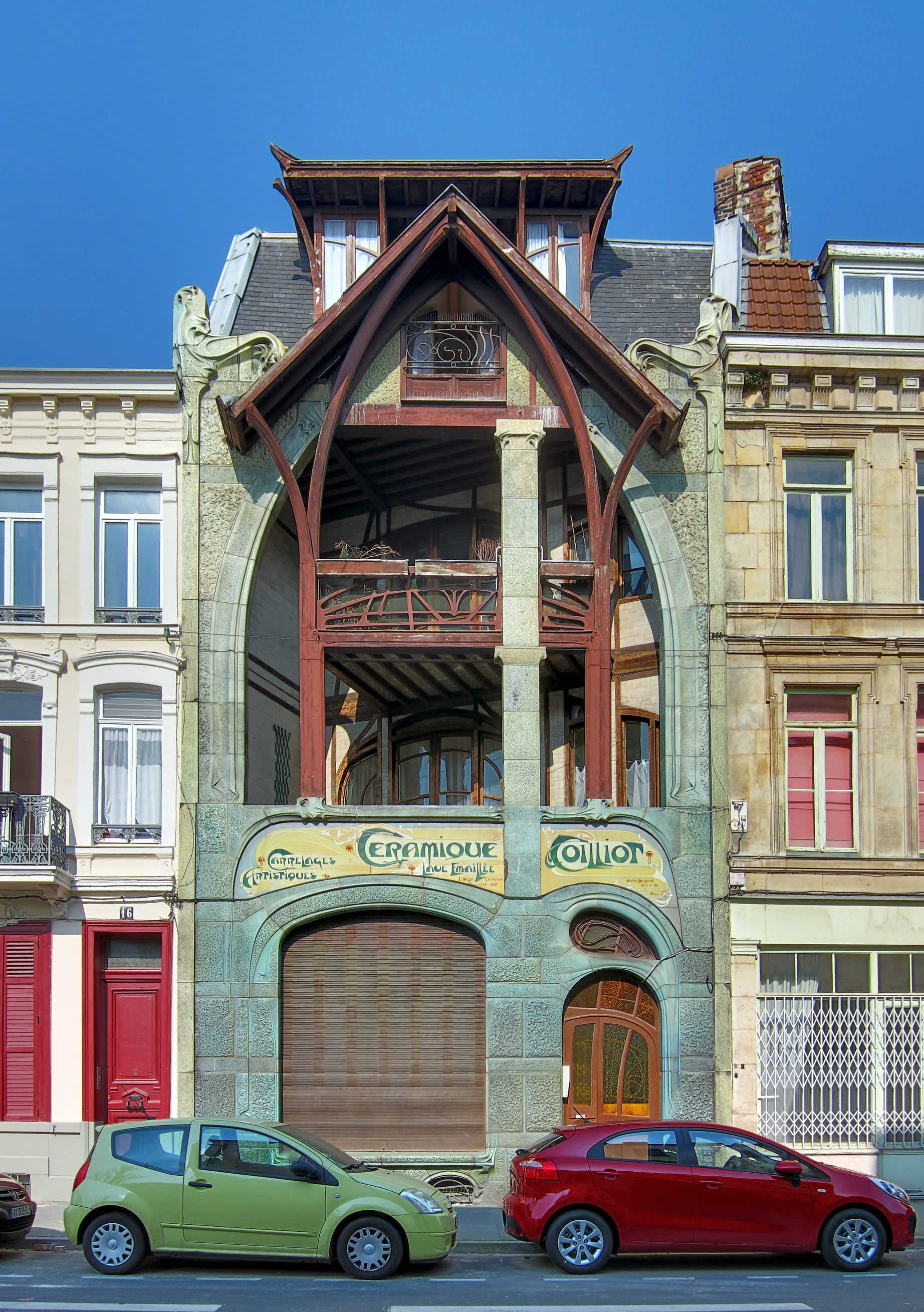
Maison Coilliot (1898)

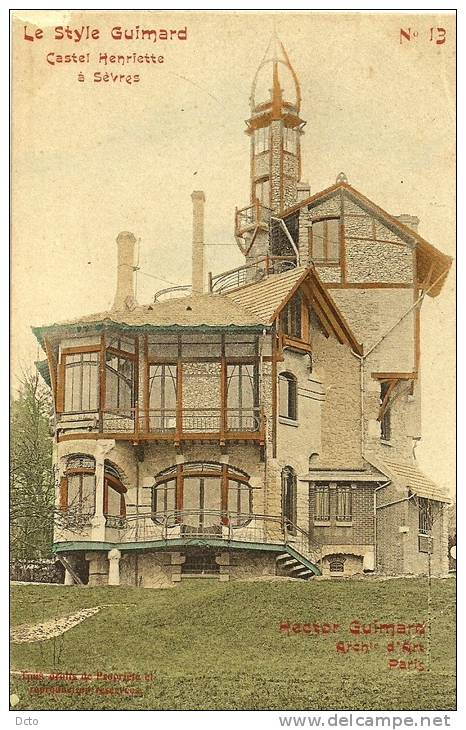
Castel Henriette (1898)

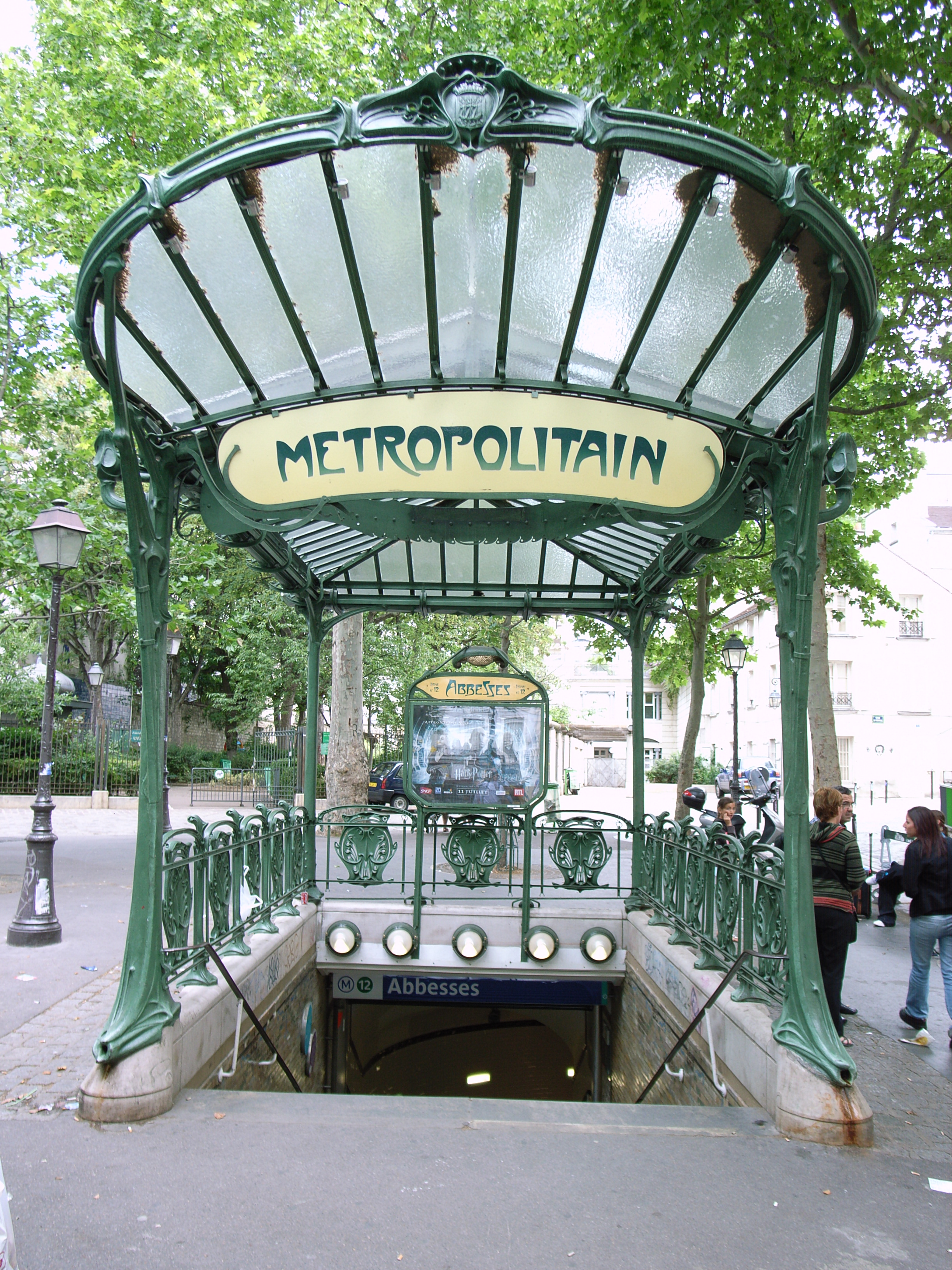
Abbesses (Metro de Paris)(1900)

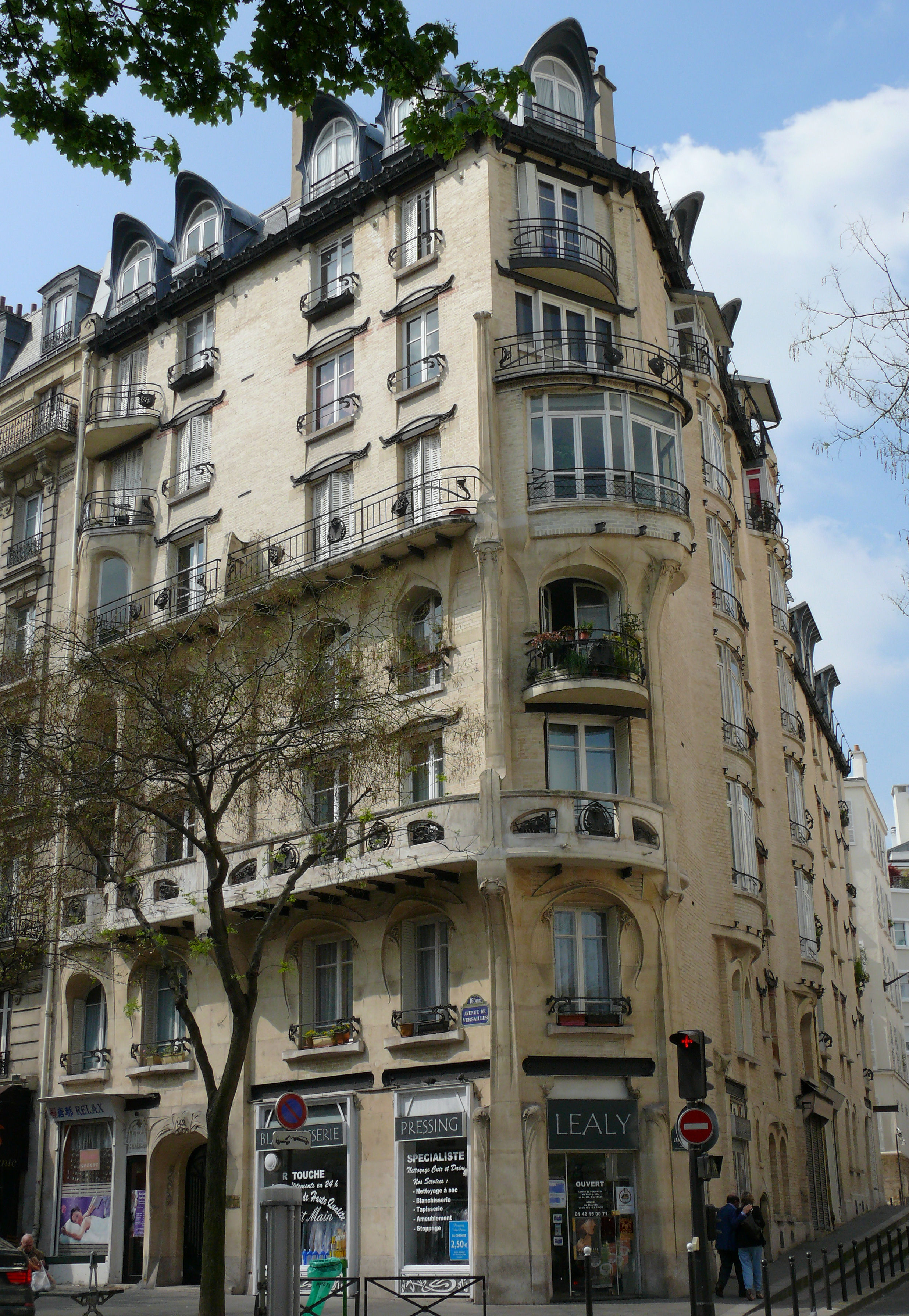
Immeuble Jassédé (1903–1905)

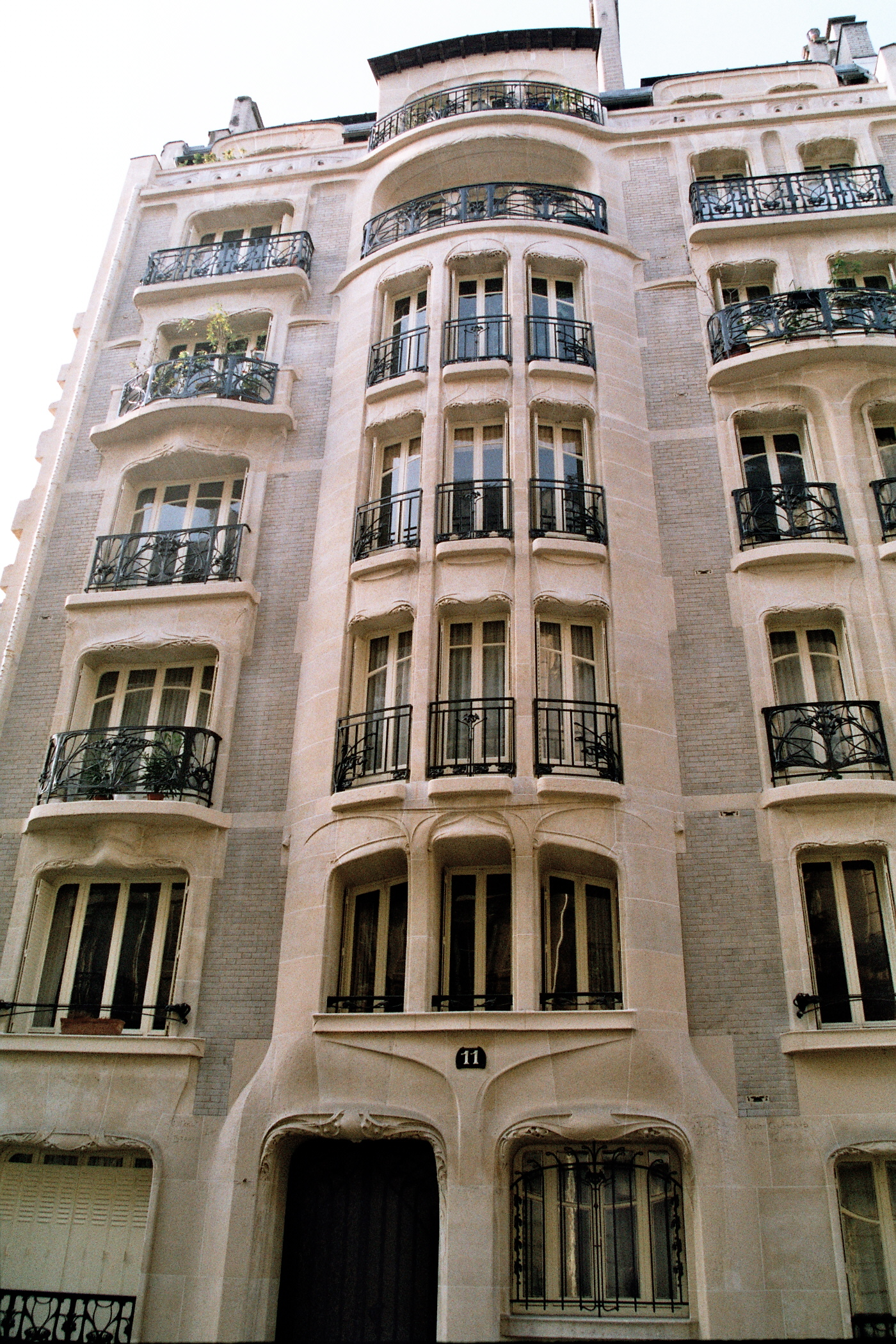
Immeuble Tremois (1909)

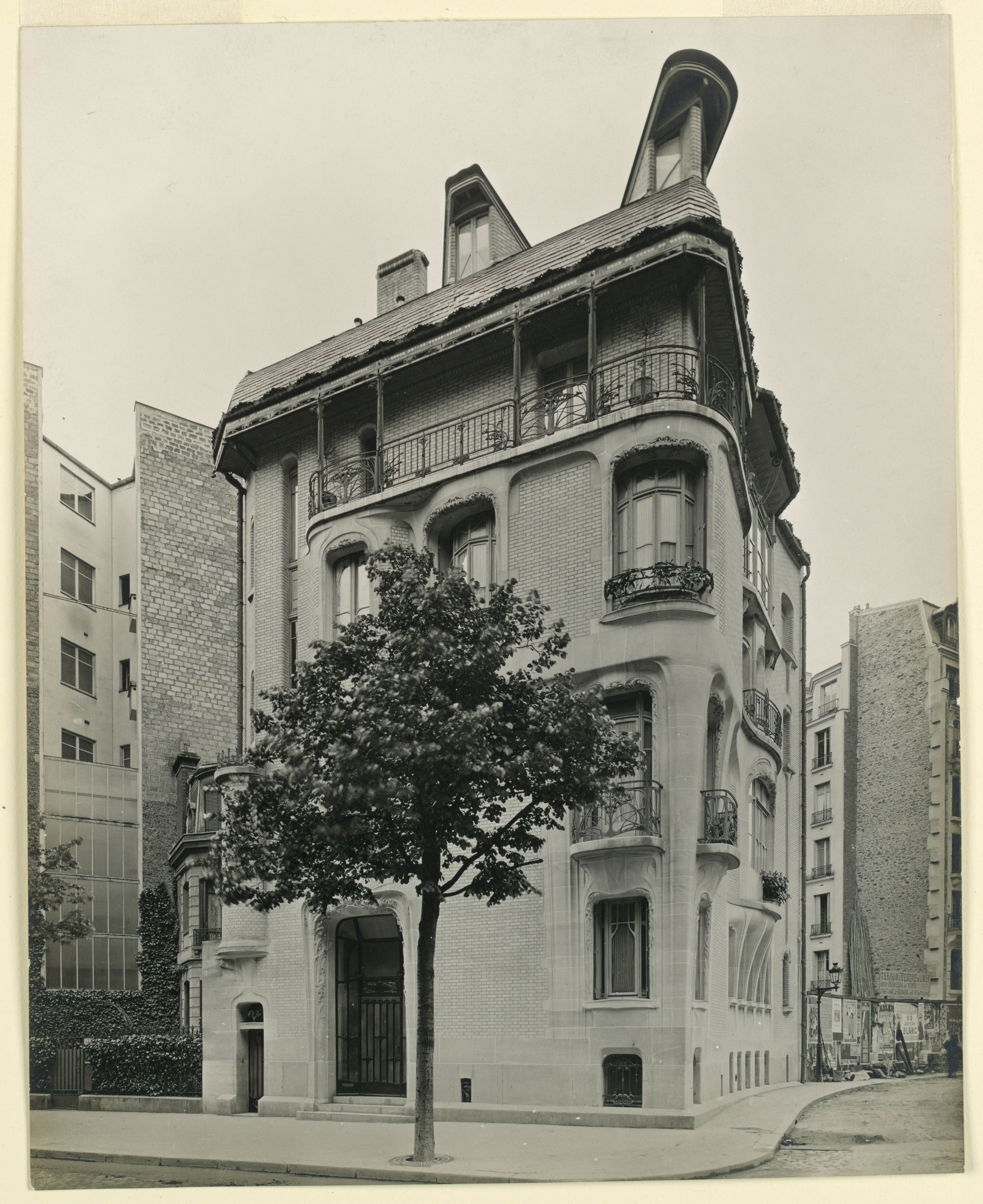
Hôtel Guimard (1909)

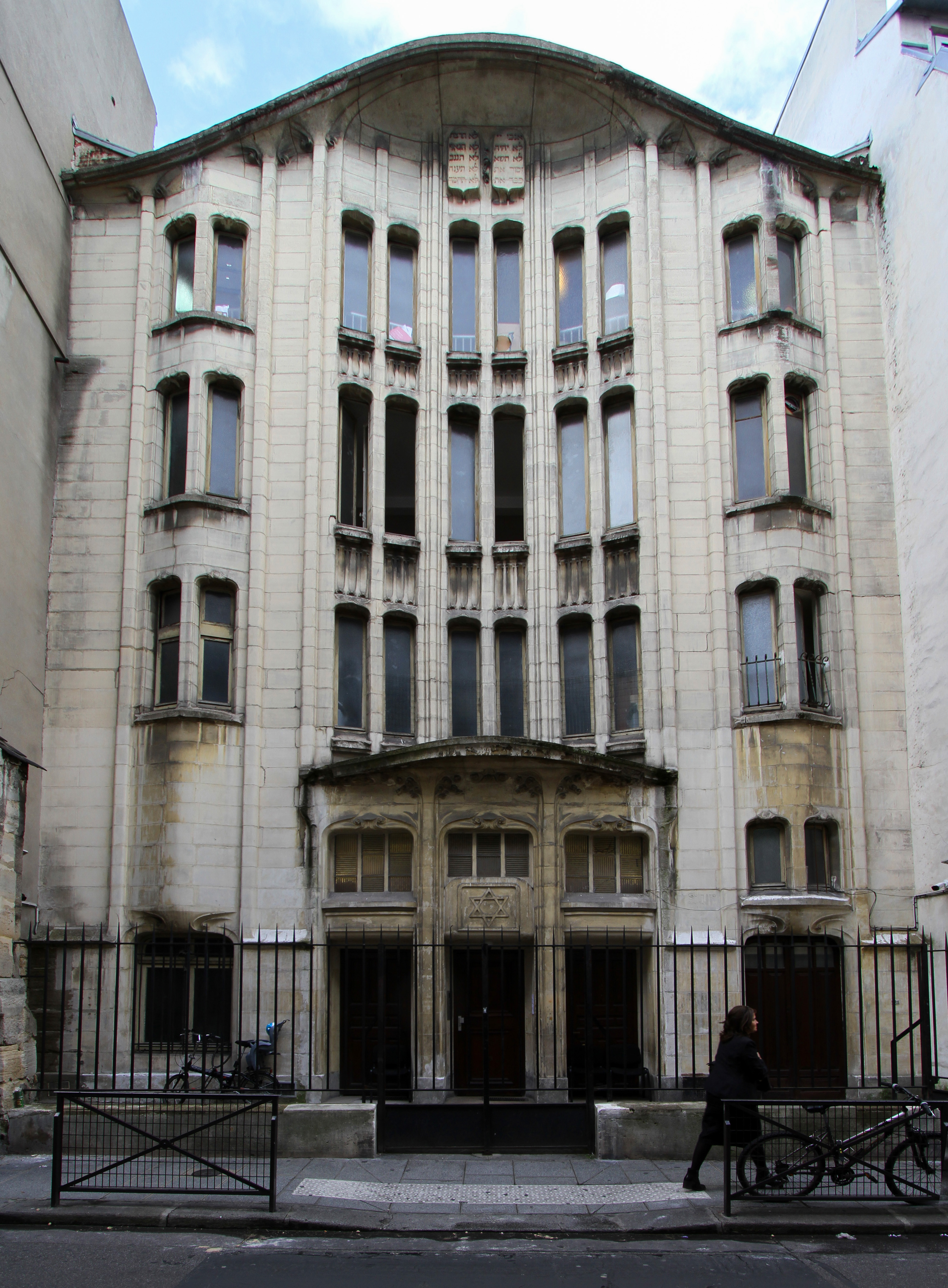
Synagogue de la rue Pavée à Paris (1913)

### 1889
- Café Au grand Neptune, quai Louis-Blériot, Paris XVI (destruído por volta de 1910)
- Pavillion d'Electricité na Exposition Universelle (1889), avenue Suffren, Pais (destruído em 1889)

### 1891
- Hôtel Roszé, 34 rue Boileau, Paris, 16.º arrondissement
- Dois pavilhões para Alphonse-Marie Hannequin, 145 Avenue de Versailles, Paris XVI (destruído em 1926)

### 1892
- Villa Toucy, 189 rue du Vieux-Pont-de-Sevres, Billancourt (destruída em 1912–13)
- Maisons jumelles Lecolle
- Pavillon de Chasse Rose, 14 e 14ter, rue des Tilleuls, Limeil-Brévannes, Val-de-Marne (détruit vers 1960)

### 1893
- Hôtel Jassedé, 41 rue Chardon-Lagache (protegido)

### 1894
- Hôtel Delfau, 1 rue Molitor, Paris XVI (modificado)

### 1895
- École du Sacré-Coeur, 9 Avenue de la Frilliére, Paris XVI. Vários prédios escolares. (Modificado e alguns demolidos. Protegido em 1983)

### 1896
- Villa Berthe, 72 route de Montesson, Le Vestinet (Yvelines) (protegido em 1979)
- Maison de rapport Lécolle, 122, avenue des Batignolles (auj. avenue Gabriel-Péri), Saint-Ouen, Seine-Saint-Denis
- La Hublotière au Vésinet

### 1898
- Maison Coilliot, 14 rue de Fleurus, Lille (Protegido em 1977)
- Conclusão do edifício Gun Shop de Coutollau, 6 boulevard de Marechal-Foch, Angers (demolido em 1919)
- Hôtel Roy, 81 Boulevard Suchet Paris XVI (destruído)
- Dois pavilhões em Hameau Boileau, 9 e 9 bis, Impasse Racine Paris XVI (fortemente modificado)
- Conclusão do Castel Béranger, 14 rue La Fontaine, Paris XVI (protegido parcialmente em 1965 e inteiramente em 1992)

### 1899
- Conclusão do Castel Henriette 46 rue des Binelles, Sèvres, Hauts-de-Seine (destruído em 1969)
- Conclusão da Villa La Bluette, Rue du Pré-de-l'Isle, Hermanville-sur-Mer, Calvados (Protegido)

### 1900
- Conclusão da Coilliot House (14, rue Fleurus, Lille ) (Protegido em 1977)
- Edículas e balaustradas do metrô de Paris de 1900 a 1903. (Ver entradas do metrô de Paris por Hector Guimard)

### 1901
- Conclusão da Salle Humbert-de-Romans (Paris); Castel Henriette (rue des Binelles, Sèvres, Hauts-de-Seine)

### 1903
- Castel Val, 4 rue des Meulières, Auvers-sur-Oise

### 1904
- Castel Orgeval, 2 avenue de la Mare-Tambour, Villemoisson-sur-Orge, Esonne (protegido em 1975)

### 1905
- Conclusão do Immeuble Jassedé, 142 avenue de Versailles, Paris XVI

### 1906
- Conclusão do Hôtel Nazal, 52 rue de Ranelagh, Paris XVI, (modificado em 1957, destruído em 1957)
- Hôtel Deron Levet, 8 grande-avenue-de-la-villa-de-la-Reunion, Paris XVI, para Charles Levent (protegido em 1975)

### 1907
- Villa La Sapinière, Rue du Pré-de-L'Isle, Hermanville-sur-Mer, Calvados (substancialmente remodelado)

### 1909
- Conclusão do Hôtel Guimard, 122 Rue Mozart e Villa Flore, Paris XVI (Protegido 1964 e 1997)
- Immeuble Trémois, rue François-Millet, Paris XVI
- Le Chalet Blanc, 2 rue du Lycée e 1 rue Lakanaal, Sceaux (Hauts-de-Seine). (Protegido em 1975)

### 1910
- Hôtel Mezzara 60, rue Jean de la Fontaine, Paris XVI. (Protegido em 1994).

### 1911
- Conclusão de quatro casas em 17,19,21 rue Fonaine, 43 rue Agar, Paris XVI para a Societé immobiliere de la rue Moderne, Quatro outras casas do projeto não foram construídas

### 1913
- Sinagoga da rue Pavée à Paris 10, rue Pavée, Paris IV (protegida em 1989)
- Villa Hemsy (3, rue Crillon, Saint-Cloud, Hauts-de-Seine. Modificado posteriormente

### 1914
- Conclusão do Hotel Nicolle de Montjoye, Rue René-Bazin, Paris XVI (demolido)

### 1919
- Conclusão de um edifício de escritórios para Maurice Franck iniciado em 1914 em 10 rue de Bretagne, Paris III

### 1920
- Conclusão de uma garagem de estacionamento Rue Rober-Turqua e Rue Jasmine para sua Societé générale des constructions modernes. (Demolido em 1966)

### 1922
- Conclusão de uma casa modelo padronizada para sua Societé générale de constructs modernes, 3 Square Jasmine, Paris XVI

### 1923
- Conclusão de uma Chateau Villa (Art Nouveau) e redesenho/reconstrução de edifícios imobiliários existentes para Emile Garnier, Quettreville-Sur-Sienne (Manche)

### 1926
- Guimard Building, prédio de apartamentos em 18 rue Henri-Heine, Paris XVI

### 1927
- Edifício Houyet, 2 Villa Flore e 1 Avenue Mozart, Paris XVI

### 1928
- Concluído dois prédios de apartamentos em um empreendimento imobiliário em 36 e 38 rue Greuze. Paris XVI, com sistema de aquecimento tubular

### 1930
- La Guimardière, Avenue Le Notre, Vaucresson, Hauts-de-Seine (demolido de março a abril de 1969)